# Lactobacillus plantarum
Lactobacillus plantarum – gatunek mezofilnej bakterii z rodzaju Lactobacillus. Powszechnie występuje w fermentowanych produktach roślinnych, zostały jednak również wyizolowane z ludzkiej śliny i mikrobioty jelitowej. Mają kształt pałeczek o średnicy 0,9–1,2 μm i długości 3–8 μm. Są nieruchliwe, występują pojedynczo lub tworzą krótkie łańcuchy. Ze względu na swoje prozdrowotne właściwości znalazły zastosowanie w produkcji probiotyków. Są także wykorzystywane jako kultury starterowe w produkcji żywności oraz jako biokonserwanty.

## Genetyka
Zsekwencjonowano genom szczepu Lactobacillus plantarum WCFS1, wyizolowany z ludzkiej śliny, co pozwoliło na wyznaczenie zależności pomiędzy wielkością genomu a szerokimi zdolnościami adaptacyjnymi tego gatunku bakterii. L. plantarum ma stosunkowo duży genom, o wielkości 3,3 Mbp, zawierający ok. 3000 genów. Ponadto wykazano istnienie ponad 200 białek regulujących i transporterowych oraz 121 genów, zidentyfikowanych wyłącznie dla tego gatunku bakterii.

## Metabolizm
Lactobacillus plantarum to bakterie Gram-dodatnie, które wykazują zdolność do wzrostu w zakresie temperatury 12–40°C przy pH w przedziale 3,4–8,8. Przeprowadzają fermentację mlekową, tj. przekształcają glukozę do kwasu mlekowego (przy czym wytwarzają  jego oba enancjomery D i L). Nie występuje u nich łańcuch oddechowy ani cytochromy, w związku z czym generują nadtlenek wodoru, co ze względu na jego toksyczność, eliminuje inne bakterie konkurujące o pokarm. Lactobacillus planatarum nie ma zdolności do wytwarzania katalazy, ale niektóre szczepy mogą wykazywać aktywność pseudokatalityczną w określonych warunkach (np. przy wysokiej zawartości grup hemowych, w pożywkach agarowych z dodatkiem krwi). Nie wytwarzają form przetrwalnikowych. Lactobacillus plantarum wykazuje oporność na następujące antybiotyki: kanamycynę, gentamycynę, neomycynę, streptomycynę, polimiksynę B i kolistynę.
Bakterie L. plantarum mają zdolność do biosyntezy bakteriocyn, które wykazują podobne właściwości do antybiotyków i są wykorzystywane w przemyśle farmaceutycznym oraz spożywczym.
Podobnie jak inne bakterie z grupy LAB, mają zdolność do wzrostu na podłożu MRS.

## Wykorzystanie

### Medycyna i farmacja
Niektóre szczepy L. plantarum (np. L. plantarum 299v) są wykorzystywane do produkcji probiotyków, stosowanych w leczeniu chorób jelit, np. zespołu jelita drażliwego i chorób z grupy nieswoistych zapaleń jelit (nieswoiste wrzodziejące zapalenie jelita grubego lub choroba Leśniowskiego-Crohna), chorób układu sercowego, nadciśnienia tętniczego, alergii oraz redukcji poziomu cholesterolu we krwi.

### Przemysł spożywczy
Bakterie L. plantarum wyizolowano z wielu produktów spożywczych, między innymi z serów, mięsa, ryb, fermentowanych warzyw i owoców. Są wykorzystywane jako kultury starterowe w procesach fermentacyjnych w przetwórstwie mleczarskim, przyczyniając się do polepszenia właściwości organoleptycznych, smaku i tekstury, a także do produkcji kiszonek.